# Sami Meguetounif
Sami Meguetounif (Marselha, 24 de maio de 2004) é um automobilista francês que atualmente compete na Fórmula 2 pela equipe Trident. Anteriormente, ele disputou o Campeonato de Fórmula 3 da FIA de 2024 com a mesma equipe, terminando em oitavo lugar na classificação geral. E, o Campeonato Europeu de Fórmula Regional por duas temporadas, em 2022 e 2023, com a MP Motorsport.

## Biografia
Sami Meguetounif nasceu em Marselha, sendo filho de Pierre Meguetounif, dono da Steve McQueen Eyewear. Sami viveu em Marraquexe, Marrocos, dos quatro meses até os onze anos, se mudando de volta para a França para dar seguimento à sua carreira como piloto. Ele concluiu o Liceu, o equivalente ao A-Levels na França. Durante este tempo, ele viveu e estudou junto com seu companheiro de equipe da FRECA, Victor Bernier. Meguetounif admira o heptacampeão de Fórmula 1 Lewis Hamilton e considera o ex-piloto de Fórmula 1 Jules Bianchi, morto após um acidente no Grande Prêmio de Japão de 2014, como seu herói. Nas horas vagas, Sami pratica pesca, tendo esse passatempo em comum com seu empresário.

## Carreira

### Kart
Meguetounif começou a correr de kart no Marrocos, em 2013, mas logo se mudou para a França, competindo no campeonato regional PACAC, onde terminou em segundo lugar. Ele venceu o mesmo campeonato na classe Mini dois anos depois e logo fez sua estreia em vários campeonatos franceses. Meguetounif entrou em competições internacionais em 2017, sendo quinto colocado no Karting Academy Trophy e segundo na Rotax Max Challenge Grand Finals, perdendo apenas para Tijmen van der Helm. Naquele ano, Meguetounif também conquistou dois títulos em sua terra natal, com um deles sendo o campeonato francês, com Sami derrotando seu futuro companheiro de apartamento e rival na Fórmula 4, Victor Bernier. Em 2018, Meguetounif subiu para o quarto lugar no Academy Trophy e também fez sua primeira aparição no campeonato europeu. Ele encerrou sua carreira no kart em 2019, com o 14º lugar no Mundial de Kart.

### Fórmula 4

#### Fórmula 4 Francesa
Meguetounif estreou nos monopostos no Campeonato Francês de Fórmula 4 de 2019, disputando a rodada do Circuito Paul Ricard, e terminando entre os dez primeiros em duas das três corridas. Ele também fez uma aparição como piloto convidado na rodada final do Campeonato do Sudeste Asiático de Fórmula 4, onde terminou em segundo em todas as corridas, exceto uma.
Para 2020, Meguetounif fez a temporada completa na F4 Francesa. Ele conquistou seu primeiro pódio com um segundo lugar na corrida 1 em Magny-Cours . Depois de uma rodada decepcionante em Zandvoort, Meguetounif retornou ao pódio com o terceiro lugar na primeira corrida da quarta rodada. Em Spa-Francorchamps, ele teve sua rodada mais bem-sucedida da temporada, conquistando duas pole positions, dois segundos lugares e um terceiro lugar. Meguetounif terminou a temporada com uma vitória em Le Castellet e conquistando mais dois pódios nas duas últimas etapas. No total, Meguetounif subiu ao pódio oito vezes e terminou em quarto lugar na classificação.

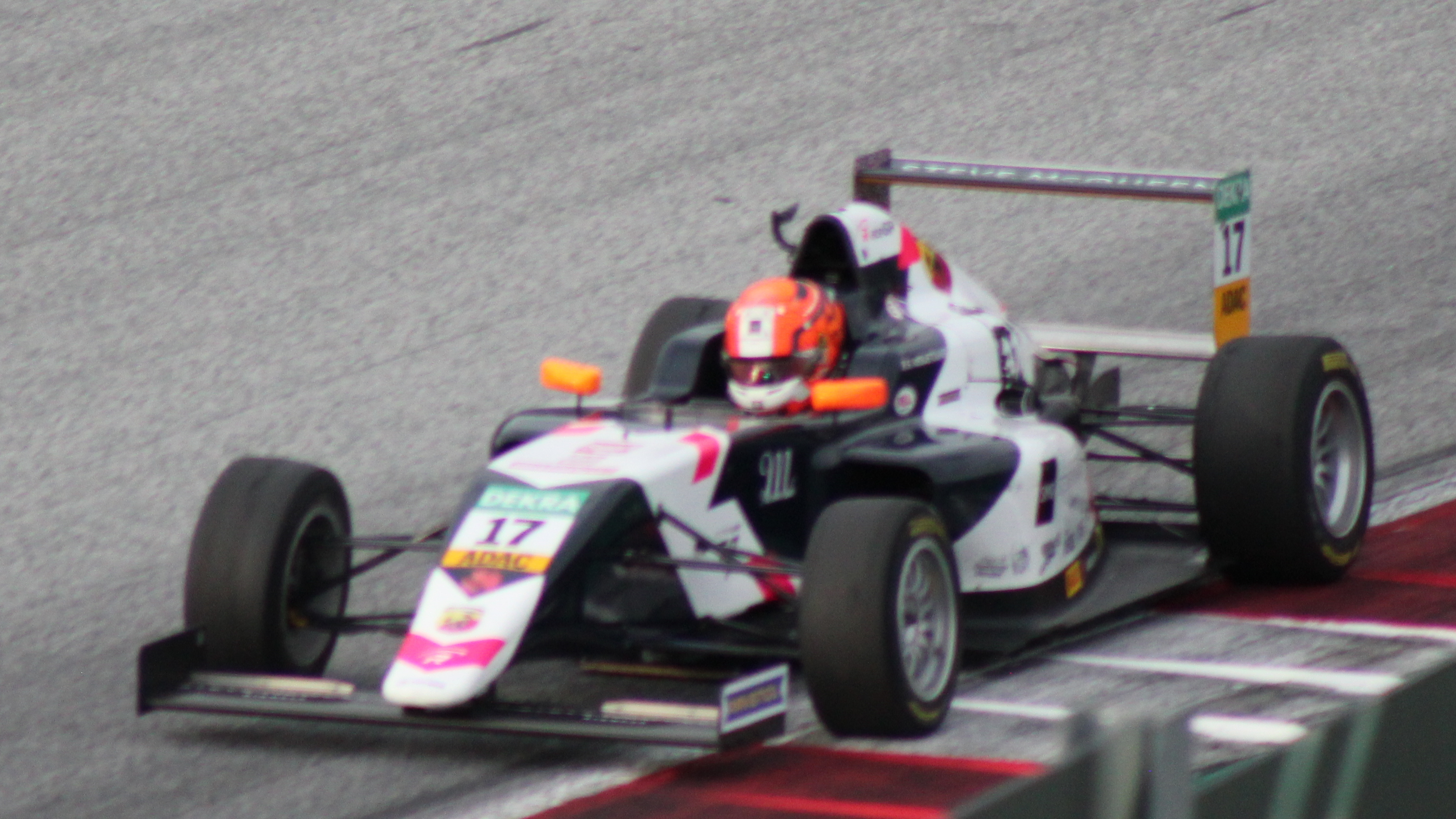
Meguetounif correndo na F4 ADAC de 2021 no Red Bull Ring.

Em 2021, o piloto francês se juntou à R-ace GP para competir na ADAC Fórmula 4 em tempo integral, enquanto também competiu nas duas rodadas inciais da Fórmula 4 Italiana. No campeonato alemão, Meguetounif pontuou em dez de dezoito corridas, tendo cinco sextos lugares como melhores resultados, e ficando em 11º, com 61 pontos. Já no campeonato italiano, Meguetounif ficou zerado na rodada de abertura em Paul Ricard, abandonando a corrida 2. Já na segunda rodada em Mugello, o francês pontuou nas três provas, com um quinto lugar na corrida 3 como melhor resultado. Ele ficou em 19º, com os mesmos vinte e dois pontos de Erick Zúñiga, que fez a temporada completa.

### Fórmula Regional

#### 2021
Em 4 de outubro de 2021, foi anunciado que Meguetounif faria as quatro corridas finais do Campeonato de Fórmula Regional Europeia, com a R-ace, sendo 22º e 20º no Circuito de Mugello. O francês melhorou significativamente na rodada final, terminando perto do top dez em ambas as corridas.

#### 2022
Em fevereiro de 2022, Meguetounif participou da rodada final do Campeonato de Fórmula Regional Asiática  com a Evans GP, em preparação para sua campanha principal. Depois de terminar em 13º em sua corrida de estreia, Meguetounif marcou pontos em uma corrida 2 cheia de incidentes, se classificando em 20º no campeonato de pilotos.

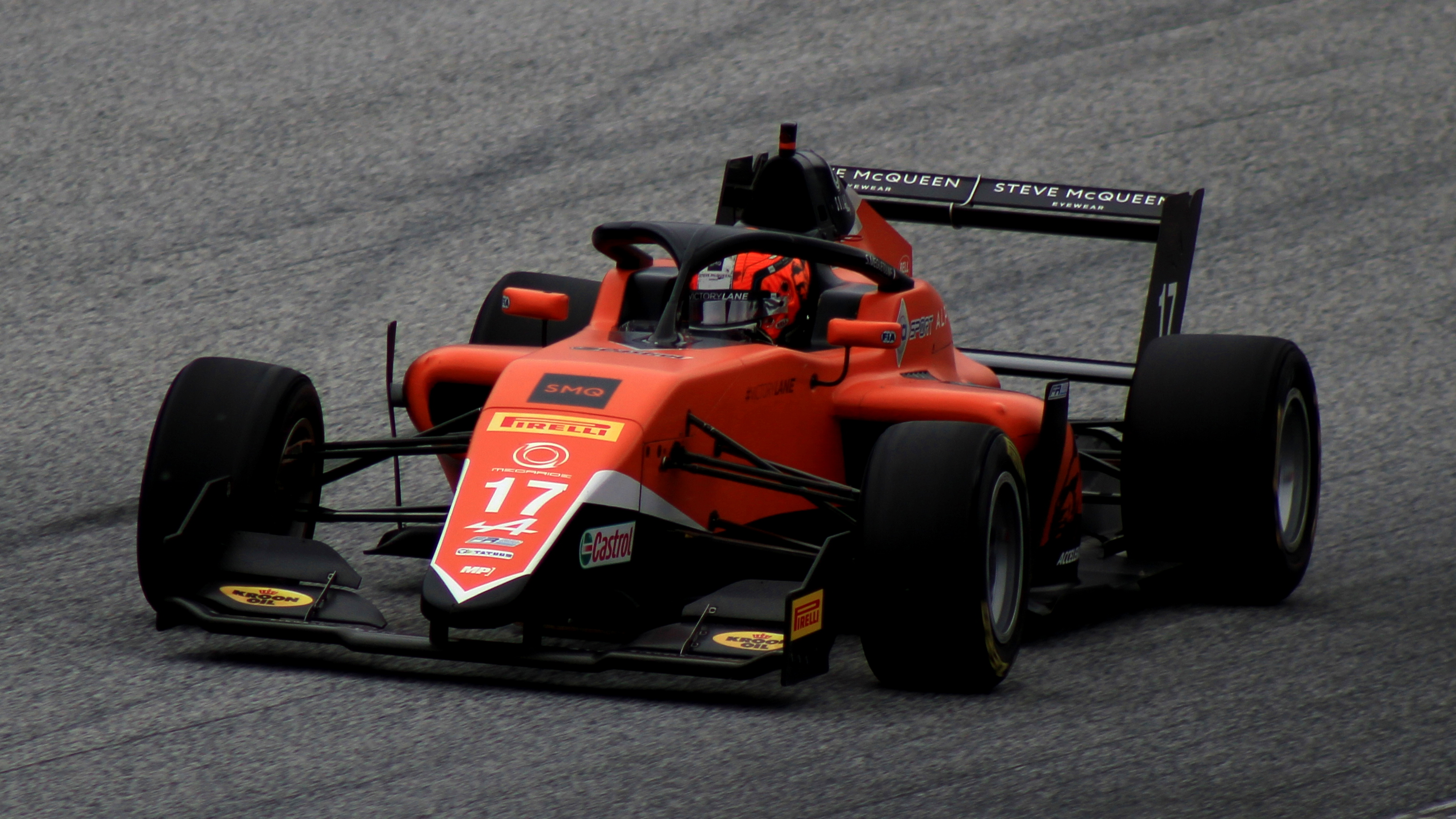
Meguetounif correndo na etapa do Red Bull Ring da FRECA em 2022.

Meguetounif juntou-se à MP Motorsport para disputar a Fórmula Regional Europeia naquele ano, em parceria com Michael Belov e Dilano van 't Hoff. Ele marcou seus primeiros pontos na primeira corrida com um nono lugar, perdendo a vitória na classe dos estreantes para Sebastián Montoya por três décimos. Na segunda etapa da temporada em Imola, Meguetounif sofreu um forte acidente após ser empurrado para fora da pista. Ele relatou ter ficado inconsciente após colidir com a parede, mas não foram detectados problemas sérios nos exames subsequentes. Ele participou da qualificação no dia seguinte, mas desistiu da corrida. O francês marcaria mais dois pontos durante a temporada, incluindo um segundo lugar na Bélgica, terminando em 16º no campeonato de pilotos.

#### 2023

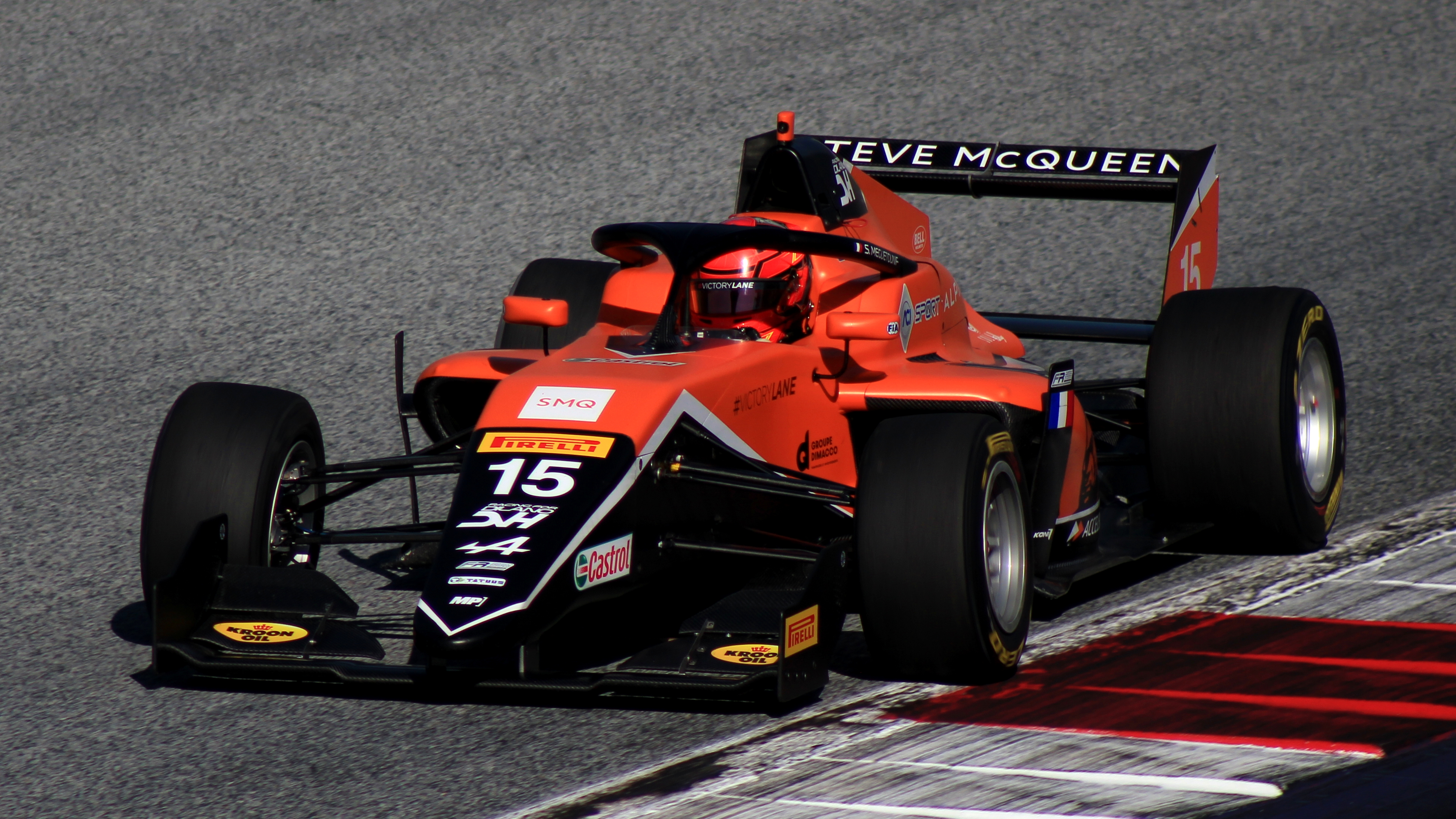
Meguetounif na etapa austríaca da FRECA em 2023

Meguetounif se juntou à MP Motorsport para competir tanto na Fórmula Regional do Oriente Médio quanto na Fórmula Regional Europeia. Na FRMEC, o francês teve duas poles, uma vitória no Kuwait e mais um pódio, ficando em décimo lugar, com 65 pontos.
Para sua campanha principal, Meguetounif voltou a fazer parceria com Dilano van 't Hoff e se reencontrou com Victor Bernier. Um primeiro pódio do ano veio logo, com o francês terminando em terceiro em Barcelona. Depois de duas rodadas pontuando, Meguetounif e a equipe não fizeram a rodada em Mugello por respeito a Van 't Hoff, que morreu em um acidente em Spa. Ele voltou a correr na França, onde terminaria em segundo, e repetiu esse resultado no Red Bull Ring, dedicando seu resultado a Van 't Hoff. No entanto, este acabaria sendo seu último pódio do ano, e Meguetounif terminou em nono lugar na classificação geral, seis lugares à frente do companheiro de equipe Bernier.

### Fórmula 3

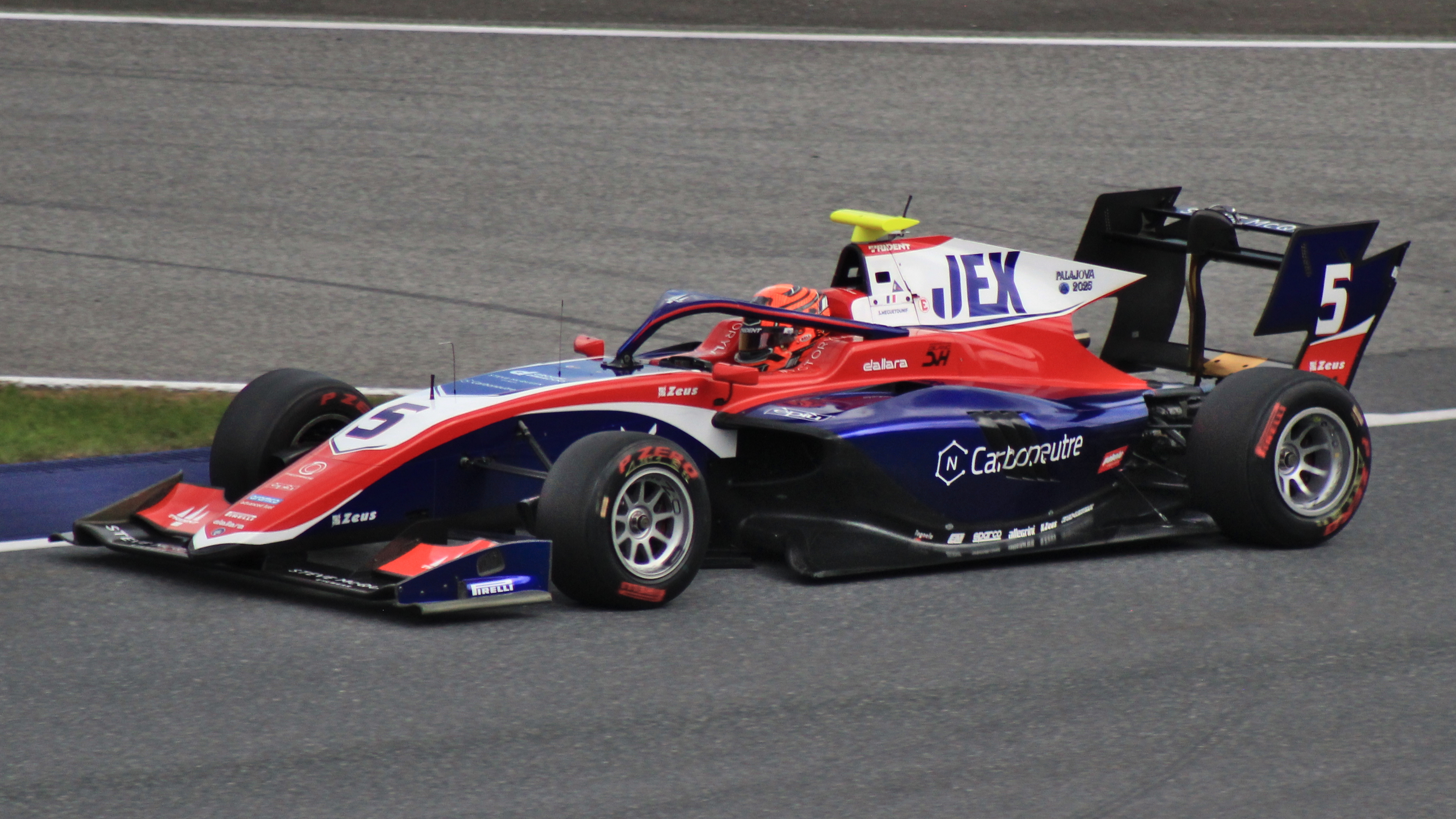
Meguetounif na etapa de Spielberg da Fórmula 3 em 2023

Após completar os testes de pós-temporada com a Trident, Meguetounif assinaria com a equipe italiana para competir na temporada de 2024 do Campeonato de Fórmula 3 da FIA, sendo companheiro de Leonardo Fornaroli e de Santiago Ramos. O francês teve sua primeira vitória na corrida longa em Ímola, repetindo o resultado na corrida que encerrou a temporada, em Yas Marina, sendo o único piloto da Trident a vencer no ano. Meguetounif foi o oitavo colocado, com 84 pontos, fazendo quase o dobro dos pontos de Ramos, mas tendo quase a metade dos pontos acumulados por Fornaroli, campeão da temporada mesmo sem nenhuma vitória.

### Fórmula 2
A Trident promoveu Meguetounif para a Fórmula 2 na temporada de 2025, com o francês sendo companheiro de Max Esterson.

## Resultados

### Resumo da carreira
| Temporada | Categoria                         | Equipe                     | Corridas | Vitórias | Poles | V.M.R. | Pòdios | Pontos | Pos. |
| --------- | --------------------------------- | -------------------------- | -------- | -------- | ----- | ------ | ------ | ------ | ---- |
| 2019      | Fórmula 4 Francesa                | FFSA Academy               | 3        | 0        | 0     | 0      | 0      | 0      | NC†  |
| 2019      | Fórmula 4 do Sudeste Asiático     | Meritus.GP                 | 4        | 0        | 0     | 1      | 3      | 0      | NC†  |
| 2020      | Fórmula 4 Francesa                | FFSA Academy               | 21       | 1        | 2     | 1      | 8      | 183    | 4º   |
| 2021      | ADAC Fórmula 4                    | R-ace GP                   | 18       | 0        | 0     | 0      | 0      | 61     | 11º  |
| 2021      | Fórmula 4 Italiana                | R-ace GP                   | 6        | 0        | 0     | 0      | 0      | 22     | 19º  |
| 2021      | Fórmula Regional Europeia         | R-ace GP                   | 4        | 0        | 0     | 0      | 0      | 0      | NC†  |
| 2022      | Fórmula Regional Asiática         | Evans GP                   | 3        | 0        | 0     | 0      | 0      | 6      | 20º  |
| 2022      | Fórmula Regional Europeia         | MP Motorsport              | 19       | 0        | 0     | 0      | 1      | 21     | 16º  |
| 2023      | Fórmula Regional do Oriente Médio | Hyderabad Blackbirds by MP | 15       | 1        | 2     | 0      | 2      | 65     | 10º  |
| 2023      | Fórmula Regional Europeia         | MP Motorsport              | 18       | 0        | 0     | 2      | 3      | 75     | 9º   |
| 2024      | Fórmula 3                         | Trident                    | 20       | 2        | 0     | 0      | 2      | 84     | 8º   |
| 2025      | Fórmula 2                         | Trident                    | 0        | 0        | 0     | 0      | 0      | 0      | TBD  |

† Como Meguetounif era um piloto convidado, ele não era elegível para marcar pontos.
* Temporada ainda em andamento.

### Resultados completos da Fórmula 3
(Legenda) (Corridas em negrito indicam pole position) (Corridas em itálico indicam volta mais rápida)
| Ano  | Equipe  | 1          | 2         | 3          | 4          | 5           | 6         | 7           | 8           | 9           | 10         | 11         | 12         | 13        | 14         | 15         | 16         | 17         | 18        | 19        | 20        | Pos. | Pts. |
| ---- | ------- | ---------- | --------- | ---------- | ---------- | ----------- | --------- | ----------- | ----------- | ----------- | ---------- | ---------- | ---------- | --------- | ---------- | ---------- | ---------- | ---------- | --------- | --------- | --------- | ---- | ---- |
| 2024 | Trident | BHR SPR 10 | BHR FEA 4 | MEL SPR 17 | MEL FEA 12 | IMO SPR Ret | IMO FEA 1 | SEG RPE 22† | SEG FEA Ret | CAT RPE Ret | CAT FEA 15 | RBR RPE 10 | RBR FEA 20 | SIL RPE 8 | SIL FEA 12 | HUN RPE 10 | HUN FEA 25 | SPA RPE 27 | SPA FEA 5 | MNZ RPE 5 | MNZ FEA 1 | 8º   | 84   |

### Resultados completos da Fórmula 2
(Legenda) (Corridas em negrito indicam pole position) (Corridas em itálico indicam volta mais rápida)
| Ano  | Equipe  | 1       | 2       | 3       | 4       | 5       | 6       | 7       | 8       | 9       | 10      | 11      | 12      | 13      | 14      | 15      | 16      | 17      | 18      | 19      | 20      | 21      | 22      | 23      | 24      | 25      | 26      | 27      | 28      | Pos. | Pts. |
| ---- | ------- | ------- | ------- | ------- | ------- | ------- | ------- | ------- | ------- | ------- | ------- | ------- | ------- | ------- | ------- | ------- | ------- | ------- | ------- | ------- | ------- | ------- | ------- | ------- | ------- | ------- | ------- | ------- | ------- | ---- | ---- |
| 2025 | Trident | MEL SPR | MEL FEA | BHR SPR | BHR FEA | JED SPR | JED FEA | IMO SPR | IMO FEA | MON SPR | MON FEA | CAT SPR | CAT FEA | RBR SPR | RBR FEA | SIL SPR | SIL FEA | SPA SPR | SPA FEA | HUN SPR | HUN FEA | MNZ SPR | MNZ FEA | BAK SPR | BAK FEA | LSL SPR | LSL FEA | YMC SPR | YMC FEA | TBD  | TBD  |